# Fadrique Enríquez de Ribera
Fadrique Enríquez de Ribera (Sevilla, 1476 - ibídem, 6 de noviembre de 1539), noble español, I marqués de Tarifa y VI adelantado mayor de Andalucía, hijo de Pedro Enríquez de Quiñones (IV adelantado Mayor de Andalucía) y de Catalina de Ribera, señora del Coronil y las Aguzaderas. Fue un noble encuadrado en el periodo de tránsito entre el final de la Edad Media y el Renacimiento.

## Biografía
Nació en la ciudad de Sevilla, en la antigua calle Real, actual calle San Luis, en invierno de 1476. El matrimonio de sus padres supuso la unión de dos de los más poderosos linajes sevillanos de aquel momento, en los que los reyes habían delegado el gobierno de la ciudad.
En su educación, combinó el ejercicio de las armas y una formación de carácter humanista, recibiendo en 1485 el hábito de la Orden de Santiago. En 1490 mientras participaba junto a su padre en el sitio de Granada, fue armado caballero por el príncipe Juan en presencia del rey Fernando el Católico.
En 1494, firmó capitulaciones matrimoniales con Elvira Fernández de Córdoba "Elvira de Herrera", matrimonio que fue anulado por el Papa Julio II en 1509, sin que del mismo resultara descendencia. Tuvo uniones extraconyugales con Mayor Ponce de León y con Isabel Martel Azamar, de las que nacieron su dos hijas, María y Catalina Enríquez de Ribera. Esta última contrajo matrimonio con Juan de Saavedra, I señor de Loreto, alguacil mayor de la Inquisición de Sevilla, hijo de Juan Arias de Saavedra, I conde de Castellar y de María de Guzmán, de la Casa de Medina Sidonia, progenitores de los marqueses del Moscoso.
En 1505, al morir su madre, recibió una de las fortunas más grandes de la época, unos años después, en 1509, muere su hermano Francisco, por lo que queda como único heredero de los Ribera. Fue nombrado en 1511, VI Adelantado de Andalucía y juez de vista y alzada de Sevilla. 
En 1518, decidió emprender un viaje de peregrinación a la ciudad santa de Jerusalén que inició el 24 de noviembre de 1518, desde la localidad de Bornos en la provincia de Cádiz, acompañado por su mayordomo, un capellán y ocho criados. Avanzó por la costa mediterránea, visitando el Monasterio de Montserrat y más tarde Marsella. Atravesó los Alpes para llegar a Milán y alcanzar posteriormente a Venecia el 12 de mayo de 1519, ciudad donde por casualidad se encontró con el poeta Juan del Encina que también realizaba una peregrinación a Tierra Santa. De Venecia zarparon hacia Jerusalén el día primero de julio. La expedición llegó al puerto de Jaffa después de veinte días de viaje. Tras visitar los lugares santos de Palestina, iniciaron su regreso hacia finales de agosto. En noviembre de 1519, hicieron escala en Chipre y retornaron a Venecia. En ese momento, en lugar de continuar directamente hacia Sevilla, decidió iniciar un recorrido por la península itálica en la que visitaría sus obras de arte más destacadas y contactaría con personalidades relevantes, recalando en Florencia, Roma y Nápoles para ascender posteriormente y hacer paradas en Pisa, Bolonia y Génova.
A su vuelta a Sevilla, amplió y enriqueció su palacio sevillano de la Casa de Pilatos al que incorporó elementos artísticos propios del Renacimiento, que despertaron entre la nobleza de la ciudad el gusto por el estilo renacentista. De su viaje ha quedado rastro gracias a su diario "Desde Sevilla a Jerusalén".
Fadrique Enríquez falleció el 6 de noviembre de 1539 sin descendencia legítima, fue enterrado en el Panteón familiar de los Ribera del Monasterio de la Cartuja de Sevilla. Le sucedió en el Señorío, en ese mismo año, su sobrino Per Afán de Ribera y Portocarrero.

## La casa de Pilatos
El origen del nombre de su palacio en Sevilla, conocido como "Casa de Pilatos", proviene de un Vía Crucis que se comenzó a celebrar en la ciudad en la década de 1520, a la vuelta de su peregrinación a Tierra Santa (se conservan los azulejos que representan cada una de las estaciones a lo largo del mismo). En sus primeros años comenzó a celebrarse en el interior de la capilla dentro del propio palacio. En 1529, debido al gran número de personas dispuestas para realizar la estación de penitencia, decidieron empezarla junto a la puerta exterior del recinto palaciego, en lo que vino a considerarse la primera estación, siendo finalizado en el templete de la Cruz del Campo. 
Joaquín González Moreno, archivero de la Casa de Pilatos y conservador del Palacio durante más de 30 años, fue la persona que recuperó esta tradición al localizar la documentación que sobre este hecho existía en el archivo de Medinaceli de Madrid y restablecer en 1971 el Vía Crucis de la Cruz del Campo, que durante el siglo XVI sería el germen de la Semana Santa en Sevilla.